# Cupido (programma televisivo)
Cupido è stato un programma televisivo italiano condotto da Federica Panicucci, con la partecipazione di Rossano Rubicondi, dello psicologo Alessandro Meluzzi e dell'astrologo Riccardo Sorrentino, andato in onda su Italia 1 dal 6 maggio 2009 alle 21:10, per una sola edizione.
Il programma, che può essere definito un "candid camera show", consiste nel selezionare giovani ragazzi e ragazze, ciascuno dei quali innamorato di una determinata persona della quale si conosce ben poco, che, su consiglio dei conduttori, provano a frequentare il possibile futuro partner, allo scopo di farsi piacere e di cominciare una storia. Durante lo svolgimento delle candid, organizzate mediante complici e auricolari, la produzione tende al mandare scosse elettriche al partecipante quando è in errore, mediante alcuni sensori introdotti sul corpo di questi. Alla conclusione degli eventi, al partner viene richiesto se sia o meno d'accordo sulla prosecuzione della storia lontano dalle telecamere nascoste e dalla produzione. Per partecipare al programma e assicurare massima fedeltà e serietà nell'intento, il "concorrente" viene sottoposto a svariate prove divertenti, quali "La candid tentazione", durante la quale Rubicondi si offre di provocare la vittima per capirne i veri intenti.

## Coppie
- Alba e Marco (esito positivo) esito negativo (senza camere), Marco si è fidanzato con la sua ex (Elisa Della Valentina, ex "pupa" de La pupa e il secchione)
- Dimitri e Silvia (esito positivo) esito positivo (senza camere), Silvia e Dimitri continuano a frequentarsi